# Diagram
Diagrám je grafično prikazana velikost, struktura ali potek kakega pojava, navadno v koordinatnem sistemu.